# آسیب‌شناسی خون
آسیب‌شناسی خون یا هماتوپاتولوژی یا هموپاتولوژی علمی است که به مطالعهٔ بیماری‌ها و اختلالاتی که در سلول‌های خونی، تولید آن‌ها و هر اندام و بافتی که در خون‌سازی نقش دارد، مانند مغز استخوان، طحال و تیموس، می‌پردازد. تشخیص و درمان بیماری‌هایی مانند سرطان خون و لنفوم از موضوعات مرتبط با آسیب‌شناسی خون است و فلو سایتومتری و ایمونوهیستوشیمی از تکنیک‌ها و فناوری‌های مورد استفاده در این علم هستند.
به پزشکی که آسیب‌شناسی خون را انجام می‌دهد، هماتوپاتولوژیست گفته می‌شود.